# Майкоп (станция)
Майко́п (адыг. Мыекъуапэ) — железнодорожная станция Краснодарского региона Северо-Кавказской железной дороги, находящаяся в городе Майкоп, столице республики Адыгея. Здание станции построено в 1910 году и является объектом культурного наследия регионального значения.

## История
Здание вокзала было построено в 1910 году вместе со строительством железнодорожной ветки Белореченская—Майкоп Армавир-Туапсинской железной дороги. В день открытия 12 декабря 1910 года на вокзал прибыл и первый поезд. Поезда ходили до станции Белореченская, находящейся на ветке Туапсе—Армавир.  
Здание вокзала выполнено в псевдомавританском стиле. В центральной части вокзала находится цетырехколонный портик, а в боковых галереях расположены стрельчатые арки.  
В 1918 году рядом со зданием вокзала белогвардейцы казнили несколько тысяч как сочувствовавших советской власти так и простых горожан. В память об этом событии на здании вокзала установлена табличка. После возвращения большевиков, важным событием в жизни города стало прибытие в 1921 году агитпоезда «Октябрьская Революция» вместе с председателем ВЦИК Михаилом Калининым. 
В 1920-х годах здание было отремонтировано, и на крыше появились купола и башенки. 
Здание вокзала сильно пострадало от бомбежек как немцами так и советскими войсками во время Великой Отечественной войны. Его восстановили только к 100-летию города в 1957 году. 

## Сообщение по станции
Поезда дальнего следования через вокзал не следуют. По состоянию на июнь 2019 года со станции Майкоп можно уехать по следующим направлениям.
| Поезда          | Поезда                                          | Поезда          | Поезда                                          |
| № поезда        | Маршрут движения                                | № поезда        | Маршрут движения                                |
| --------------- | ----------------------------------------------- | --------------- | ----------------------------------------------- |
| 6048/6047       | Майкоп — Туапсе                                 | 6058/6057       | Туапсе — Майкоп                                 |
| 812С «Ласточка» | Майкоп — Имеретинский курорт (Олимпийский парк) | 812Э «Ласточка» | Имеретинский курорт (Олимпийский парк) — Майкоп |
| 814Э «Ласточка» | Майкоп — Адлер                                  | 814С «Ласточка» | Адлер — Майкоп                                  |